# Уленты
Уленты́ (каз. Өлеңті) — село в Ерейментауском районе Акмолинской области Казахстана. Административный центр Улентинского сельского округа. Код КАТО — 114653100.

## География
Село расположено в юго-восточной части района, на расстоянии примерно 43 километров (по прямой) к востоку от административного центра района — города Ерейментау.
Абсолютная высота — 299 метров над уровнем моря.
Климат холодно-умеренный, с хорошей влажностью. Среднегодовая температура воздуха положительная и составляет около +4,1°С. Среднемесячная температура воздуха в июле достигает +20,4°С. Среднемесячная температура января составляет около -14,7°С. Среднегодовое количество осадков составляет около 390 мм. Основная часть осадков выпадает в период с июня по август.
Ближайшие населённые пункты: станция Уленты — на юге.
Южнее села проходит железная дорога «Ерейментау — Шидерты».

## Население
В 1989 году население села составляло 1563 человека (из них казахи — 73 %).
В 1999 году население села составляло 1122 человека (576 мужчин и 546 женщин). По данным переписи 2009 года, в селе проживало 946 человек (493 мужчины и 453 женщины).
| Численность населения | Численность населения | Численность населения |
| 1989                  | 1999                  | 2009                  |
| --------------------- | --------------------- | --------------------- |
| 1563                  | ↘1122                 | ↘946                  |

## Улицы[6]
- ул. Бейбитшилик
- ул. Богенбай батыра
- ул. Достык
- ул. им. Алии Молдагуловой
- ул. им. Капбас Жаниева
- ул. Маншук Маметовой
- ул. Тауелсиздик
- ул. Тын